# Golinjevo
Golinjevo är en ort i Bosnien och Hercegovina.   Den ligger i entiteten Federationen Bosnien och Hercegovina, i den sydvästra delen av landet, 110 km väster om huvudstaden Sarajevo. Golinjevo ligger 746 meter över havet och antalet invånare är 840. Den ligger vid sjön Buško Jezero.
Terrängen runt Golinjevo är varierad. Närmaste större samhälle är Podhum, 3,0 km nordväst om Golinjevo. 
Runt Golinjevo är det ganska tätbefolkat, med 93 invånare per kvadratkilometer.